# Grand Prix Formule 1 van Europa 2004
De Grand Prix Formule 1 van Europa 2004 werd gehouden op 30 mei op de Nürburgring in Nürburg.

## Uitslag
| Positie | Nummer | Rijder               | Team               | Ronden | Tijd/Opgave | Startplaats | Punten |
| ------- | ------ | -------------------- | ------------------ | ------ | ----------- | ----------- | ------ |
| 1       | 1      | Michael Schumacher   | Scuderia Ferrari   | 60     | 1:32:35.101 | 1           | 10     |
| 2       | 2      | Rubens Barrichello   | Scuderia Ferrari   | 60     | +17.989     | 7           | 8      |
| 3       | 9      | Jenson Button        | BAR-Honda          | 60     | +22.533     | 5           | 6      |
| 4       | 7      | Jarno Trulli         | Renault            | 60     | +53.673     | 3           | 5      |
| 5       | 8      | Fernando Alonso      | Renault            | 60     | +1:00.987   | 6           | 4      |
| 6       | 11     | Giancarlo Fisichella | Sauber - Petronas  | 60     | +1:13.448   | 19          | 3      |
| 7       | 14     | Mark Webber          | Jaguar Racing      | 60     | +1:16.206   | 14          | 2      |
| 8       | 3      | Juan Pablo Montoya   | Williams-BMW       | 59     | +1 Ronde    | 8           | 1      |
| 9       | 12     | Felipe Massa         | Sauber - Petronas  | 59     | +1 Ronde    | 16          |        |
| 10      | 18     | Nick Heidfeld        | Jordan-Ford        | 59     | +1 Ronde    | 13          |        |
| 11      | 17     | Olivier Panis        | Toyota             | 59     | +1 Ronde    | 10          |        |
| 12      | 15     | Christian Klien      | Jaguar Racing      | 59     | +1 Ronde    | 12          |        |
| 13      | 19     | Giorgio Pantano      | Jordan-Ford        | 58     | +2 Rondes   | 15          |        |
| 14      | 20     | Gianmaria Bruni      | Minardi - Cosworth | 57     | +3 Rondes   | 20          |        |
| 15      | 21     | Zsolt Baumgartner    | Minardi - Cosworth | 57     | +3 Rondes   | 17          |        |
| Ret     | 10     | Takuma Sato          | BAR-Honda          | 47     | Motor       | 2           |        |
| Ret     | 5      | David Coulthard      | McLaren - Mercedes | 25     | Motor       | 18          |        |
| Ret     | 6      | Kimi Räikkönen       | McLaren - Mercedes | 2      | Motor       | 4           |        |
| Ret     | 4      | Ralf Schumacher      | Williams-BMW       | 0      | Botsing     | 9           |        |
| Ret     | 16     | Cristiano da Matta   | Toyota             | 0      | Botsing     | 11          |        |

## Wetenswaardigheden
- Rondeleiders: Michael Schumacher 53 (1-8; 16-60), Fernando Alonso 1 (9), Takuma Sato 2 (10-11), Rubens Barrichello 4 (12-15).

## Statistieken
| Snelste ronde | Michael Schumacher | Scuderia Ferrari | 1:29.468 |

## Noot
- Dit was de tweehonderdste Grand Prix-start voor Michael Schumacher. Hiermee was Schumacher de zesde coureur die minstens 200 Grands Prix had gereden.
- Eerste rondes als raceleider voor Takuma Sato en voor een Japanse coureur.
- Vijfde podiumplaats voor Jenson Button.
- Michael Schumacher wist de Grote Prijs van Europa voor de vijfde maal te winnen (eerdere overwinningen in 1994, 1995, 2000 en 2001); een uitbreiding van zijn record.

Als eretitel: 1923 (Italië) · 1924 (Frankrijk) · 1925 (België) · 1926 (San Sebastián) · 1927 (Italië) · 1928 (Italië) · 1930 (België) · 1947 (België) · 1948 (Zwitserland) · 1949 (Italië) · 1950 (Groot-Brittannië) · 1951 (Frankrijk) · 1952 (België) · 1954 (Duitsland) · 1955 (Monaco) · 1956 (Italië) · 1957 (Groot-Brittannië) · 1958 (België) · 1959 (Frankrijk) · 1960 (Italië) · 1961 (Duitsland) · 1962 (Nederland) · 1963 (Monaco) · 1964 (Groot-Brittannië) · 1965 (België) · 1966 (Frankrijk) · 1967 (Italië) · 1968 (Duitsland) · 1972 (Groot-Brittannië) · 1973 (België) · 1974 (Duitsland) · 1975 (Oostenrijk) · 1976 (Nederland) · 1977 (Groot-Brittannië)
Als alleenstaande race: 1983 · 1984 · 1985 · 1993 · 1994 · 1995 · 1996 · 1997 · 1999 · 2000 · 2001 · 2002 · 2003 · 2004 · 2005 · 2006 · 2007 · 2008 · 2009 · 2010 · 2011 · 2012 · 2016